# مازيراتي ميراك
مازيراتي ميراك (بالإنجليزية: Maserati Merak)‏هي سيارة رياضية تم انتاجها من قبل شركة مازيراتي .